# Horti Dóra
Horti Dóra (Gyula, 1987. április 25. –) magyar válogatott kosárlabdázó.

## Pályafutása

### Klubcsapatokban
Nagykőrösön kezdte pályafutását, majd a Szolnok, később a BSE játékosa lett. 2007 és 2010 között, majd 2011-től 2012-ig játszott a MKB-Euroleasing Sopronban, amellyel három alkalommal nyert bajnoki címet, 2009-ben pedig bejutott a csapattal az Euroliga négyes döntőjébe. 2012 nyarán a lengyel élvonalbeli Wisla Krakówban folytatta pályafutását. Korábban egy évadon keresztül a szintén lengyel Gdynia játékosa volt, de sérülése miatt egyetlen tétmérkőzésen sem tudott pályára lépni a csapatban. A 2012-2013-as szezonban az Euroligában 6,8 pontot és 5,7 lepattanót, a bajnokságban pedig 8,4 pontot és 5,1 lepattanót átlagolt. A bajnokságban és a Lengyel Kupában egyaránt ezüstérmes volt a Wislával. 2013 nyarán a török Canik Belediyesihez igazolt. Újabb egy év elteltével a szintén török első osztályú Büyüksehir Mersin játékosa lett. A 2015-2016-os idényt megelőzően visszatért Magyarországra, ahol a Aluinvent DVTK Miskolc színeiben kosárlabdázott tovább. A szezon végén Magyar Kupát nyert a csapattal, a kupadöntőben őt választották meg a legértékesebb játékosnak (MVP). 2018 és 2020 között a ZTE játékosa volt, 2020 nyarán jelentette be visszavonulását.

### A válogatottban
2006-ban U20-as Európa-bajnoki ezüstérmes volt, egy évvel később pedig hetedik helyen végzett a korosztályos kontinenstornán a magyar csapattal. Összesen százegy alkalommal szerepelt a magyar válogatottban, három Európa-bajnokságon lépett pályára.

## Sikerei, díjai
MKB-Euroleasing Sopron
- Magyar bajnok: 2008, 2009, 2011
- Magyar Kupa-győztes: 2012
- Euroliga-elődöntős: 2009

Aluinvent DVTK Miskolc
- Magyar Kupa-győztes: 2016

Wisla Kraków
- Lengyel bajnokság, 2. hely: 2013
- Lengyel Kupa-döntős: 2013

Magyar U20-as válogatott
- U20-as Európa-bajnoki ezüstérmes: 2006

3x3-as kosárlabda-válogatott
- Világbajnoki 5. helyezett: 2012